# Ibogain
Ibogain är en indol-alkaloid med antiaddiktiva och hallucinogena egenskaper. Det utvinns i första hand ur den tropiska växten Tabernanthe iboga som är inhemsk i Västafrika nära ekvatorn. Ibogain har också isolerats ur buskarna Tabernanthe manii, Ervatamia yunnanensis och Ervatamia Orentalis. Alla dessa buskar är medlemmar av familjen Oleanderväxter (Apocynacae) . 
Ibogain har uppmärksammats för sin förmåga att avbryta missbruk, främst av opiattyp, det vill säga heroin, morfin och kodein och har vid djurförsök även givit resultat vid botande av alkohol-, kokain-, nikotin- och metamfetaminberoende.

## Juridisk status
Ibogain är narkotikaklassat i USA, Belgien, Sverige, Schweiz och Danmark. I Sverige ingår det i förteckning I, vilket innebär "narkotika som normalt inte har medicinsk användning", men finns för närvarande inte upptaget i förteckningarna i någon av de internationella narkotikakonventionerna.
I Finland ingår Ibogain i regeringens förordning om psykoaktiva ämnen som är förbjudna från konsumentmarknaden.

## Växter som innehåller ibogain
- Tabernanthe iboga
- Voacanga africana (innehåller inte Ibogain, men andra närbesläktade ämnen)
- Fler arter inom Tabernanthe och Voacanga är också aktiva.
- Släktet Tabernaemontana (små mängder)

## Behandling
Ibogain-behandlingar i syfte att avlägsna drogberoende har upprättats i statlig form och privata kliniker i Kanada,  Mexiko, Västindien, Costa Rica, Tjeckien, Frankrike, Slovenien, Nederländerna, Brasilien, Sydafrika, England och Nya Zeeland. Det har framträtt att de flesta effektiva behandlingar i att avlägsna opiatberoende innebär visionskapande doser mellan 10 och 20 mg/kg. Det har föreslagits att någon terapiform till exempel psykoterapi är av märkbart värde att följa upp med efter en behandling. En del patienter behöver en andra eller tredje behandling så de kan tillhandahålla en bättre verkan i ett långsiktigt mål att avstå från kemiska substanser. En minoritet av patienterna återfaller till sitt drogmissbruk efter några dagar eller veckor. En omfattande artikel av ibogain-terapi, beskrivning av proceduren, effekter och långtidseffeter finns att läsa i "Ibogaine in the Treatment of Chemical Dependence Disorders: Clinical Perspectives".
Behandlingens inledningsskede med psykoaktiv verkan pågår mellan 4 och 6 timmar, sen efterträder en kvardröjande stimulans som kan pågå i allt mellan 24 och 48 timmar. Patienten bör ligga stilla och vila tills samtliga effekter har klingat av.

## Effekter
Ibogains effekter på beroenden av opiattyp har visat ett minskat sug efter opiater samt att större delen av abstinenssymptomen försvinner. Djurförsök indikerar också att ibogain skulle kunna vara verksamt vid andra typer av kemiska beroenden som alkohol-, amfetamin-, kokain- och nikotinmissbruk. I små doser är ibogain stimulerande och i högre doser hallucinogen. Effekten av ibogain är intensiv och håller i sig från 24 till 48 timmar. Många användare har rapporterat att de vid behandling upplever återspeglingar av tidigare livshändelser, medan andra rapporterar terapeutiska effekter som hjälper dem att övervinna den rädsla och negativa känslor som driver på själva missbruket. De som behandlats med ibogain brukar ofta berätta om ett kraftigt reducerande eller fullständigt upphörande av de  abstinenssymptom som uppkommer vid ett tungt opiatmissbruk.

## Verkningsmekanism
Ibogain, noribogain och GDNF är verksamma i en orsakskaskad, Ibogains farmakologi är komplex och påverkar många olika system av transmittosubstanser samtidigt. Tillför man GDNF i Ventral Tegmental Area på försöksdjur kan man efterlikna effekten av ibogain, varför det kan hållas troligt att GDNF är en central del av verkningsmekanismen.
..
Vid allvarliga degenerativa nervsjukdomar som parkinsons kan man se effekt av tillsatt GDNF i hjärnan , så ämnen som ibogain vilka modulerar uttryck av GDNF utgör en potentiell behandling för ALS, Alzheimers och andra degenerativa tillstånd i hjärnan..

## Biverkningar
Vid terapeutiska doser har Ibogain en aktiv verkan på 24 till 48 timmar, är ofta fysiskt och mentalt uttröttande effekt vilket innebär att patienten bör ligga och vila tills samtliga biverkningar gått över. Under behandlingen ombeds man ligga så stilla som möjligt eftersom rörelser kan ge upphov till illamående vilket kan innebära uppkastningar. Sådana otrevliga symptom motverkar att Ibogain kan ses som en rekreationsdrog eftersom sådana bieffekter inte är lockande för en rekreationsanvändare.
Särskilda:
- Några dödsfall har rapporterats under ibogainets moderna historia. I sådana fall så är det ännu inte fullt klarlagt vad det beror på, hjärtarytmi har observerats men det har inte fullt ut kunnat utesluta andra droger. Eftersom Ibogain har förmåga att reducera opiat-tolerans så kan ens tidigare normaldos hamna på en dödlig nivå. Ibogain ska alltid användas efter en noggrann läkarkontroll där man ser över EKG, levervärden m.m samt under övervakning av medicinsk personal.[14].

- Vissa studier visar på möjligheten till risk för hjärnskada vid extremt höga doser varvid purkinjeceller verkar vara extra känsliga. Behandlingsdoser ligger i ett förhållandevis säkert område men det bör tas i åtanke [15]..

## Alternativa substanser
- En med ibogain besläktad substans,  ’’18-metoxycoronaridin’’, verkar sakna ibogainets biverkningar.
- Noribogain har vid djurförsök har gett ibogainliknande effekter men med färre biverkningar i form av skakningar.